# Louis Levy (Komponist)
Louis Levy (* 28. November 1894 in London, Vereinigtes Königreich; † 18. August 1957 in Slough, Vereinigtes Königreich) war ein britischer Komponist und Filmkomponist.

## Leben und Wirken
Louis Levy war bereits als siebenjähriges Kind mit Musik in Berührung gekommen, als er das Geigenspiel zu erlernen begann. Später wurde er Schüler Guido Papinis, musste sich aber mangels Geld der Eltern bald autodidaktisch fortbilden. Levys unbestreitbares Talent brachte ihm ein Stipendium des London College of Music ein. Der dort unterrichtende Papini bestand darauf, Levy zu unterrichten, diesmal ohne Bezahlung. Bereits im Jahre 1910 knüpfte Levy seinen ersten Kontakt zur Kinematographie und komponierte und arrangierte als musikalischer Begleiter Stummfilme. 1916 wurde Louis Levy zum musikalischen Leiter des Londoner New Gallery Cinema berufen, fünf Jahre darauf stellte ihn Shepherd’s Bush Pavilion als musikalischen Leiter ein. In der Folgezeit entwickelte Levy als erster Filmkomponist das Prinzip des Themensongs in einem Film – ein Prinzip, das bald vom US-amerikanischen Film heftig kopiert wurde.
Bald nach der Einführung des Tonfilms wurde Levy von den Gaumont-British-Studios als deren Musikchef eingestellt. Infolgedessen begann 1933 Levys Aufstieg zu einer der bedeutendsten Komponisten des britischen Kinos. Über die Landesgrenzen Großbritanniens hinaus machte ihn seine Zusammenarbeit mit Alfred Hitchcock bekannt, dessen zentrale Inszenierungen vor allem der 1930er Jahre von Levy musikalisch untermalt wurden. Außerdem vertonte Levy auch eine Reihe von Komödien des damals in England sehr populären Will Hay. Parallel dazu hatte Louis Levy mit der BBC-Rundfunkreihe Music From the Movies an 1936 seine eigene Sendung. Levy, der als Komponist wie musikalischer Leiter ungemein produktiv war und längst nicht immer eine Namensnennung für seine Kompositionsbeiträge erhielt, arbeitete häufig mit Kollegen zusammen, darunter Peter Yorke, Bretton Byrd, Hubert Bath, Leighton Lucas, Bob Busby und der Österreicher Hans May. Bei einigen bedeutenden Filmen in seiner späten Arbeitsphase wirkte Levy lediglich als Dirigent (z. B. bei Moby Dick und 1984).

## Filmografie
bis 1943 überwiegend Komposition, danach nur noch als musikalischer Leiter
- 1925: Mirakel der Liebe (She)
- 1928: Balaclava
- 1929: High Treason
- 1930: Just for a Song
- 1930: Alf’s Button
- 1931: No Lady
- 1931: The Stronger Sex
- 1932: Baroud
- 1932: The Faithful Heart
- 1933: The Ghoul
- 1933: Waltz Time
- 1933: Sleeping Car
- 1933: Channel Crossing
- 1934: Forbidden Territory
- 1934: Wild Boy
- 1934: My Old Dutch
- 1934: Dirty Work
- 1934: Princess Charming
- 1934: My Heart is Calling
- 1935: Heat Wave
- 1935: Oh, Daddy!
- 1935: Hyde Park Corner
- 1935: Stormy Weather
- 1935: Die 39 Stufen (The 39 Steps)
- 1936: Geheimagent (Secret Agent)
- 1936: Tudor Rose
- 1936: His Lordship
- 1936: Everybody Dance
- 1936: East Meets West
- 1936: Sabotage
- 1937: Otto, zieh die Bremse an (Oh, Mr. Porter)
- 1937: King Solomon’s Mines
- 1937: The Great Barrier
- 1937: Non-Stop New York
- 1937: Jung und unschuldig (Young and Innocent)
- 1938: Crackerjack
- 1938: Old Iron
- 1938: Eine Dame verschwindet (The Lady Vanishes)
- 1938: Die Zitadelle (The Citadel)
- 1938: The Lambeth Walk
- 1939: Shipyard Sally
- 1940: Neutral Port
- 1940: Night Train to Munich
- 1941: Cottage to Let
- 1942: The Young Mr. Pitt
- 1942: Uncensored
- 1943: We Dive at Dawn
- 1943: Der Herr in Grau (The Man in Grey)
- 1943: Millions Like Us
- 1944: Gaslicht und Schatten (Fanny by Gaslight)
- 1945: Drei Ehen (They Were Sisters)
- 1945: Die Frau ohne Herz (The Wicked Lady)
- 1946: Gefährliche Reise (Caravan)
- 1946: Paganini (The Magic Bow)
- 1947: Viel Vergnügen (Holiday Camp)
- 1947: Die Wurzel allen Übels (The Root of All Evil)
- 1947: Zigeunerblut (Jassy)
- 1948: Mann im Netz (Man on the Run)
- 1948: Der Wahnsinn des Dr. Clive (Obsession)
- 1949: Sklavin des Herzens (Under Capricorn)
- 1949: Gezählte Stunden (The Hasty Heart)
- 1950: Ferien wie noch nie (Last Holiday)
- 1950: Achtung ! Kairo … Opiumschmuggler (Cairo Road)
- 1950: Wer zuletzt lacht (Laughter in Paradise)
- 1950: Des Königs Admiral (Captain Horatio Hornblower R.N.)
- 1951: Mit Küchenbenutzung (Young Wives’ Tales)
- 1952: Wenn das Herz spricht (So Little Time)
- 1952: Where‘s Charley?
- 1952: Der gelbe Ballon (The Yellow Balloon)
- 1953: Abenteuer in Algier (South of Algiers)
- 1954: Weißer Herrscher über Tonga (His Majesty O’Keefe)
- 1954: Das Schloßgespenst (Happy Ever After)
- 1954: Glück auf Raten (For Better For Worse)
- 1954: Duell im Dschungel (Duel in the Jungle)
- 1954: Der schwarze Prinz (The Dark Avenger)
- 1954: Mai 1943 – Die Zerstörung der Talsperren (The Dam Busters)
- 1955: Wie herrlich jung zu sein (It's Great to be Young)
- 1956: Umfange mich Nacht (Yield to the Night)
- 1956: Tarzan und die verschollene Safari (Tarzan and the Lost Safari)
- 1956: Die Frau meiner Sehnsucht (Let’s Be Happy)
- 1957: Small Hotel
- 1957: Die Frau im Morgenrock (Woman in a Dressing Gown)
- 1957: Das Briefgeheimnis (The Young and the Guilty)